# Jean Dauberval

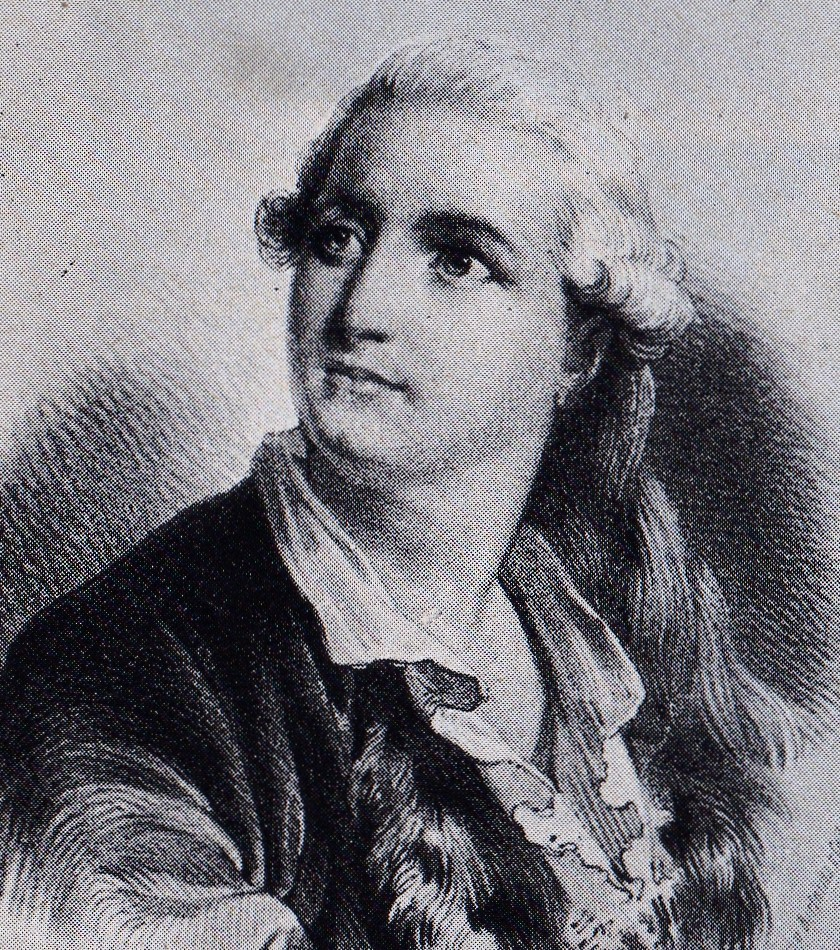
Dauberval um 1790

Jean Bercher, genannt Dauberval (* 19. August 1742 in Montpellier; † 14. Februar 1806 in Tours) war ein französischer Tänzer und Choreograf.
Er studierte am Ballet de l’Opéra de Paris bei Jean Georges Noverre, erhielt 1761 die Ernennung zum Premier Danseur de demi-caractère (siehe Fach). Sein Debüt gab er in Zaïs mit Gardel in der Hauptrolle. Er war Mitglied der Académie royale de musique. 1770 wurde er zum Danseur Noble ernannt.
Er wurde Ballettmeister und Stellvertreter Maximilien Gardels, verließ 1783 aber Paris, um eine Stelle als Ballettmeister in Bordeaux anzunehmen. Er war Lehrer von Carlo Blasis, Salvatore Viganò sowie Charles-Louis Didelot. Zwischen 1785 und 1791 brachte er in Bordeaux mehrere Ballette heraus, darunter Il n’est qu’un pas du mal au bien (1789), das später unter dem Titel La Fille mal gardée aufgeführt wurde und sich nach zahlreichen Neufassungen als eines der letzten Ballette des 18. Jahrhunderts bis heute im Repertoire gehalten hat.
Dauberval war mit der Tänzerin Marie-Madeleine Crépé, bekannt als Mll.e Théodore, verheiratet.

## Werke
- L’Epreuve Villageoise
- 1785 Le Déserteur
- 1787 Le Page Inconstant (Szenar nach Le Mariage de Figaro von Beaumarchais)
- 1788 Psyché et l’Amour
- 1789 La Fille mal gardée
- 1797 Télémaque dans l’île de Calypso